# 야와타정 (도쿠시마현)
야와타정(八幡町)은 도쿠시마현 아와군에 있던 정이다. 현재의 아와시에 해당한다.

## 역사
- 1889년 10월 1일 - 정촌제 시행에 의해 1정 6촌의 구역으로 야와타촌이 성립하였다.
- 1908년 7월 20일 - 정으로 승격해 야와타정이 되었다.
- 1955년 3월 31일 - 구이치바정, 오마타촌과 합병해, 새로운 이치바정이 성립, 동일 야와타정은 폐지되었다.

## 교통

### 도로
현재는 도쿠시마 자동차도가 구촌 지역을 통과하고 있지만, 당시에는 미개통이었다. 

## 참고문헌
- 角川日本地名大辞典 36 徳島県